# Michisei Kohno
Michisei Kohno (河野 通勢, Kōno Michisei, aussi connu sous le nom Kōno Tsūsei ; 1895–1950) est un peintre, illustrateur et graveur japonais connu pour son association avec le mouvement yōga du début du XXe siècle. Son travail est considéré comme représentatif de l'art japonais de l'ère Taishō.

## Biographie
Michisei Kohno naît à Isezaki dans la préfecture de Gunma le 10 juin 1895, fils de Jiro Kohno, un peintre, professeur d'art et photographe portraitiste, également membre de l'Église orthodoxe russe. Kohno l'aîné possède aussi une vaste bibliothèque, source d'inspiration supplémentaire pour son fils. Michisei Kohno tombe bientôt sous l'influence du peintre Ryūsei Kishida et rejoint le mouvement Sodosha de ce dernier en 1915; à l'occasion, il expose également au Salon de l'Académie nationale de peinture (Kokugakai), à l'exposition de peinture à l'huile (Nikakai), au salon Shun'yokai et au Bunten de l'Académie japonaise des arts. Après la mort de Kishida, Kohno se tourne de plus en plus vers l'illustration et travaille beaucoup pour un certain nombre de romans publiés au cours de l'ère Shōwa et différents journaux. À partir de 1931, il est membre du Nihon Hanga Kyokai et expose de temps en temps ses peintures entre 1933 et 1937. Parmi les sujets qu'il illustre figure le séisme de 1923 de Kantō.
Du point de vue stylistique, l'influence la plus importante de Kohno est l'œuvre d'Albrecht Dürer qu'il connait, comme la plupart des artistes contemporains japonais, principalement par le biais des livres et des magazines; en effet, la pose, les couleurs, le costume et le fond de son  Autoportrait de 1917 indiquent sa familiarité avec l'Autoportrait à vingt-huit ans, portant un manteau avec col de fourrure de 1500 du maître allemand. L'œuvre de Michel Ange contribue aussi grandement à l'inspiration de Kohno comme le fait sa foi chrétienne. Il aborde à plusieurs reprises des thèmes chrétiens dans son travail en les mélangeant avec des éléments peu orthodoxes; il dépeint par exemple Adam et Ève traversant la rivière Susobana après leur expulsion du Jardin d'Eden et peint la Vierge Marie nue au centre de son tableau de la Nativité. Kohno montre également un certain intérêt pour l'autoportrait, revenant à ce genre de nombreuses fois tout au long de sa carrière,.
Kohno, qui meurt à Koganei dans la préfecture de Tokyo en 1950, est bientôt oublié; il est, cependant, l'objet d'une rétrospective en 2008 au musée d'art Hiratsuka à Tokyo. Un de ses tableaux fait de nos jours partie de la collection de la galerie Arthur M. Sackler à Washington. Son travail peut également être admiré dans de nombreux musées au Japon, dont le musée d'art préfectoral d'Aichi et le musée d'art moderne de Tokyo.